# Amaranthoideae
Die Amaranthoideae sind eine Unterfamilie in der Familie der Fuchsschwanzgewächse (Amaranthaceae).

## Beschreibung

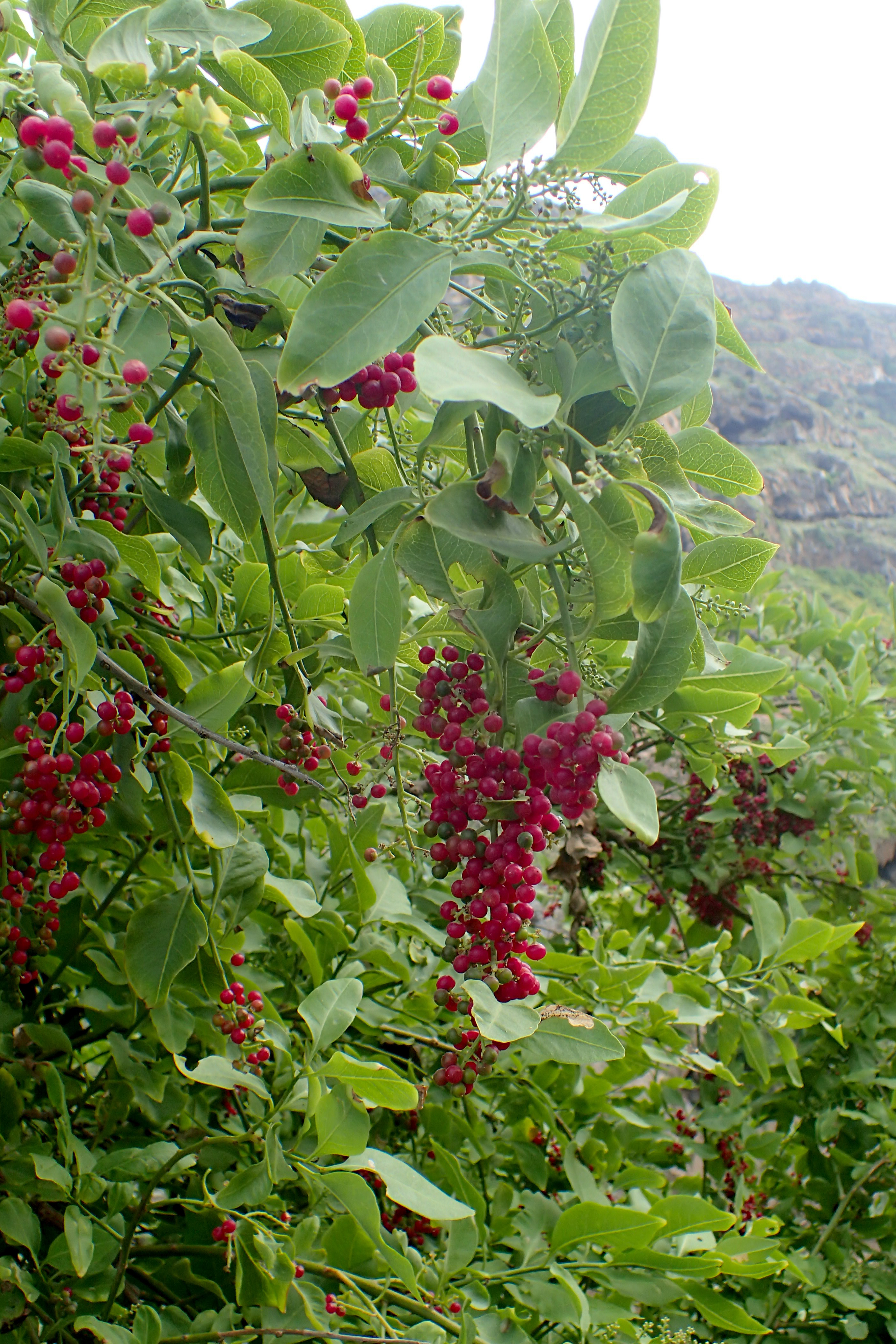
Bosea yervamora

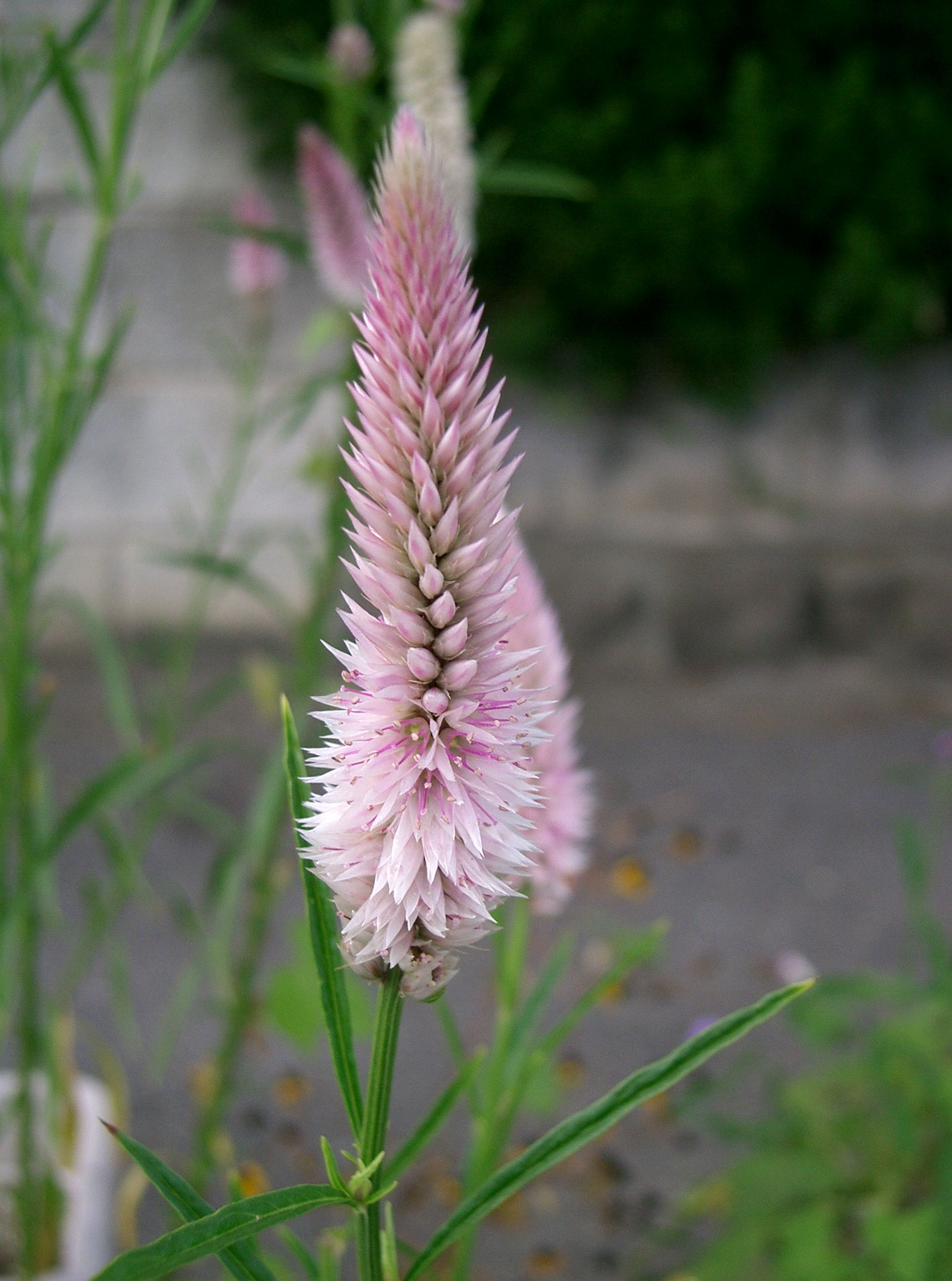
Celosia argentea, Celosieae

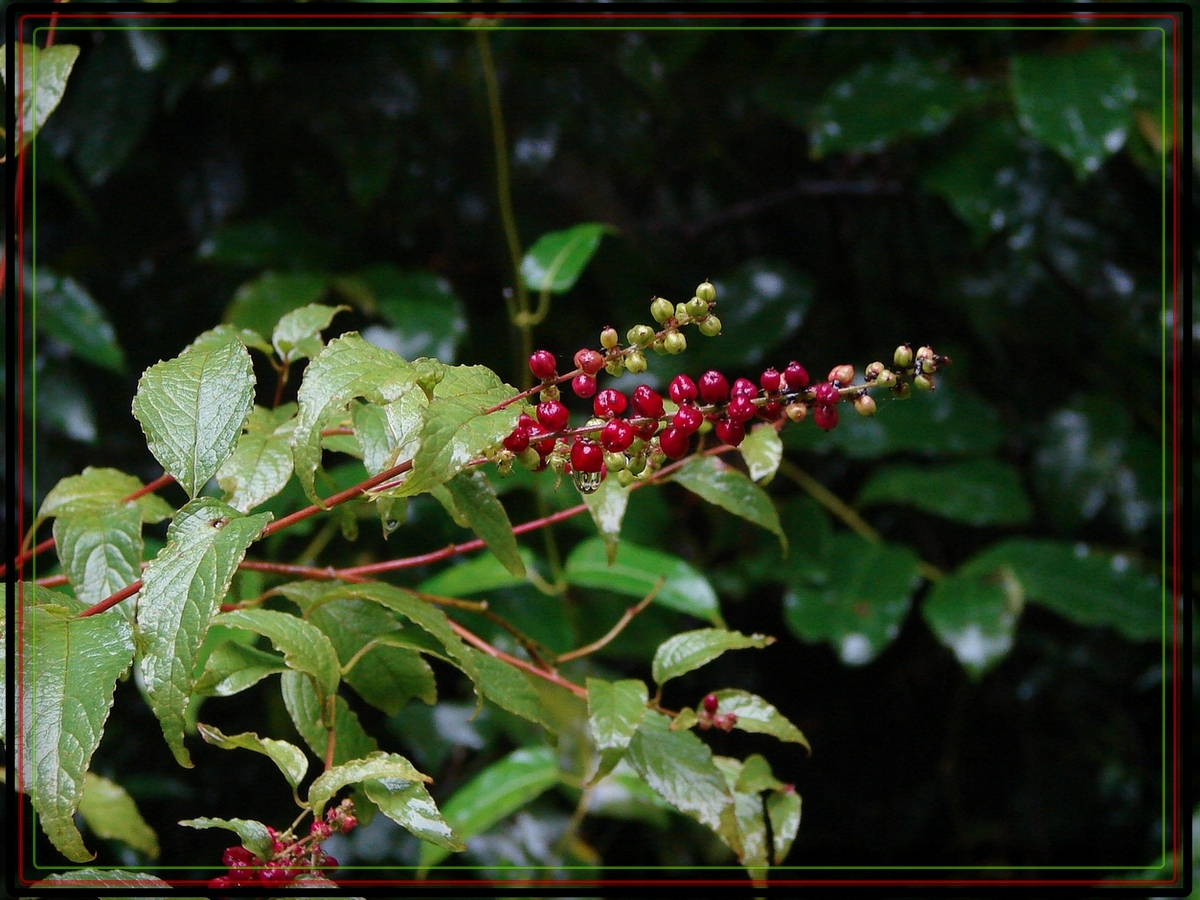
Deeringia amaranthoides, Celosieae

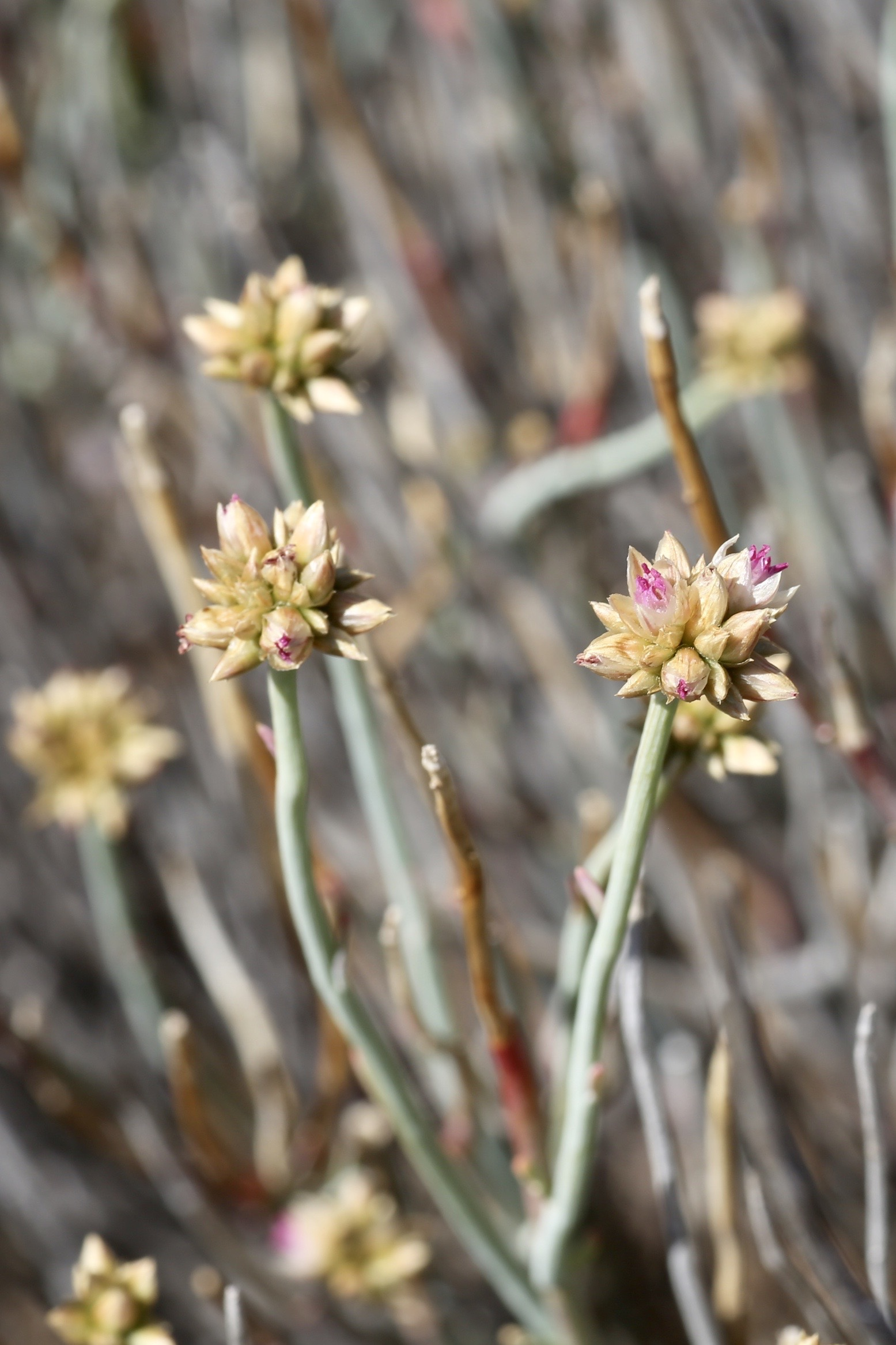
Hermbstaedtia glauca, Celosieae

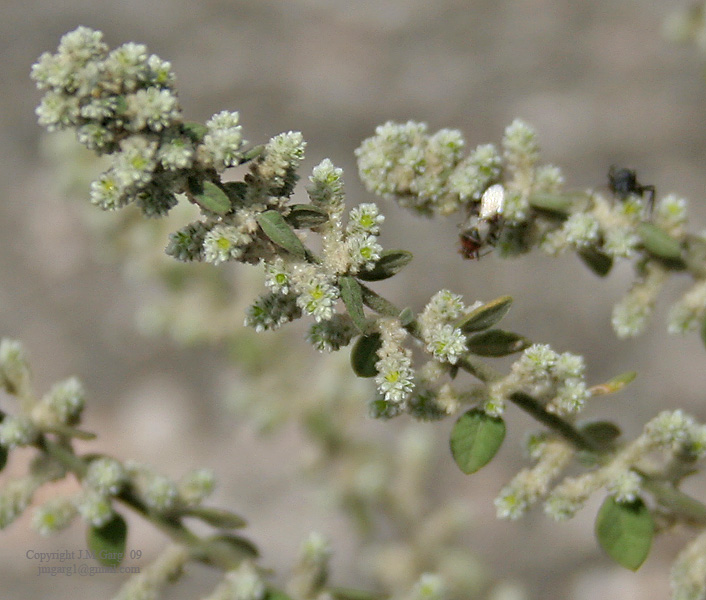
Aerva lanata, Cladus Aervoids

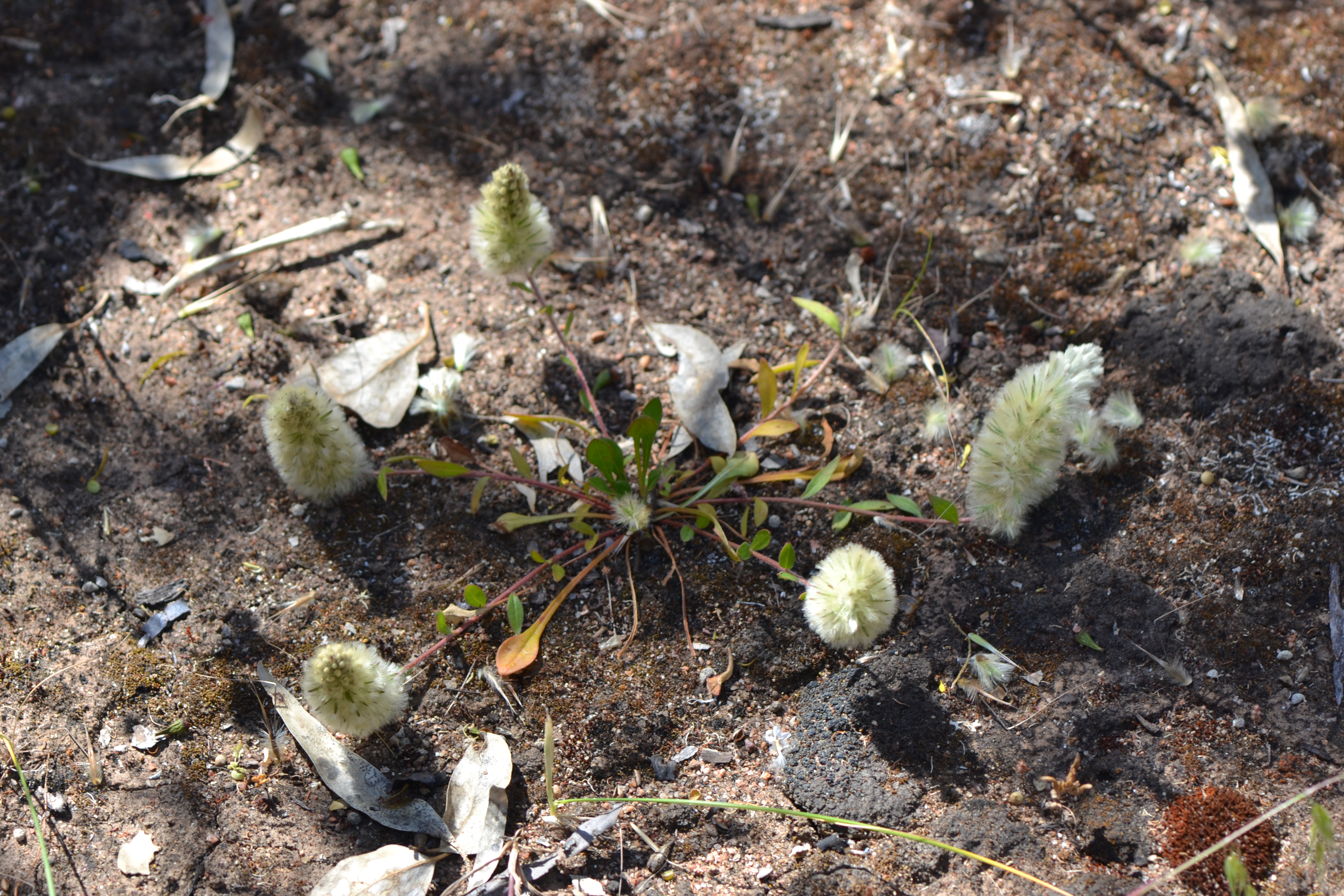
Ptilotus subulatus, Cladus Aervoids

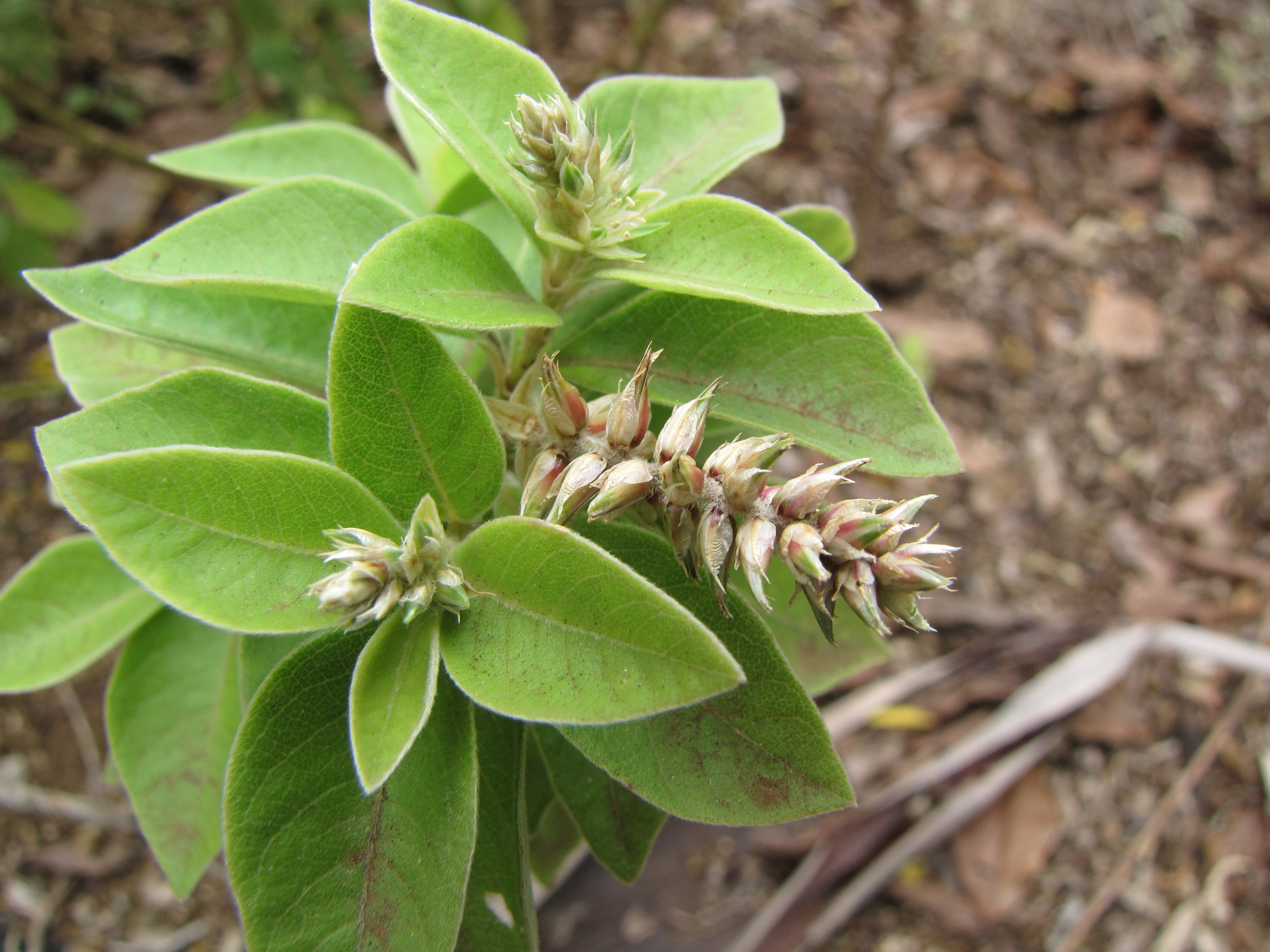
Achyranthes mutica, Cladus Achyranthoids

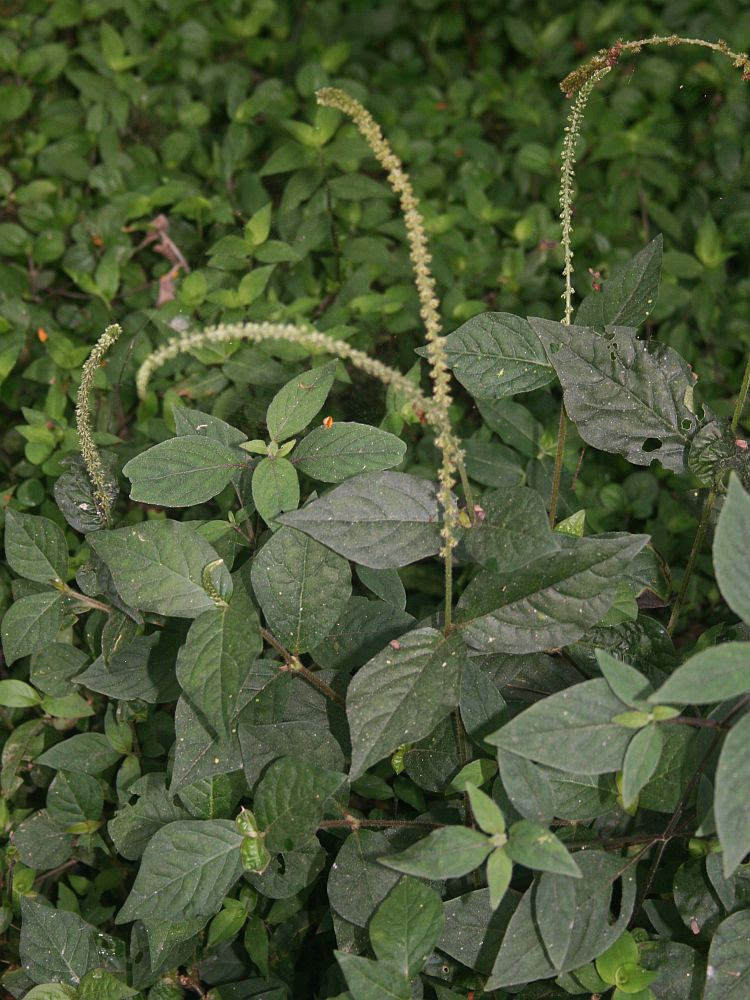
Cyathula prostrata, Cladus Achyranthoids

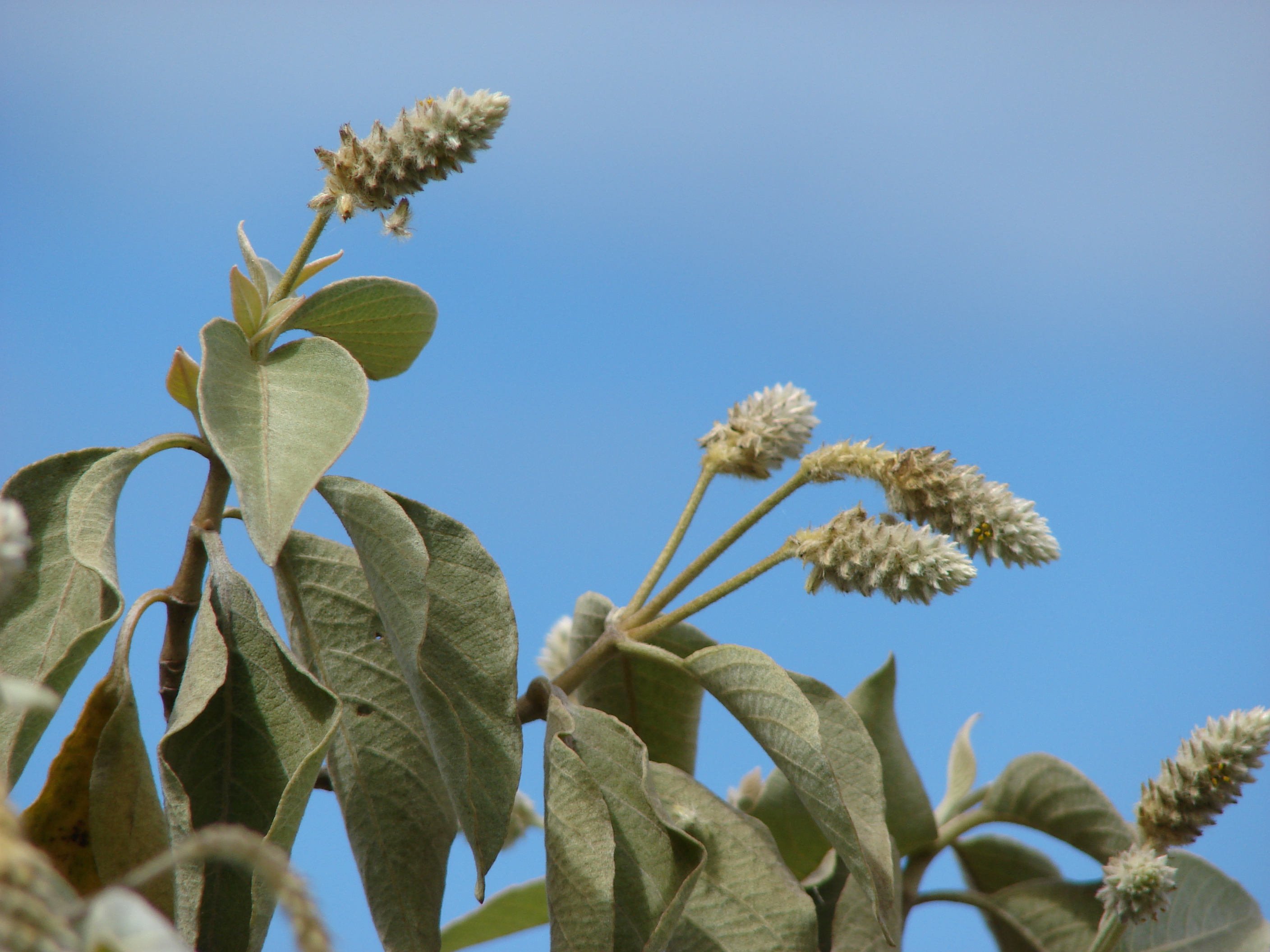
Nototrichium sandwicense, Cladus Achyranthoids

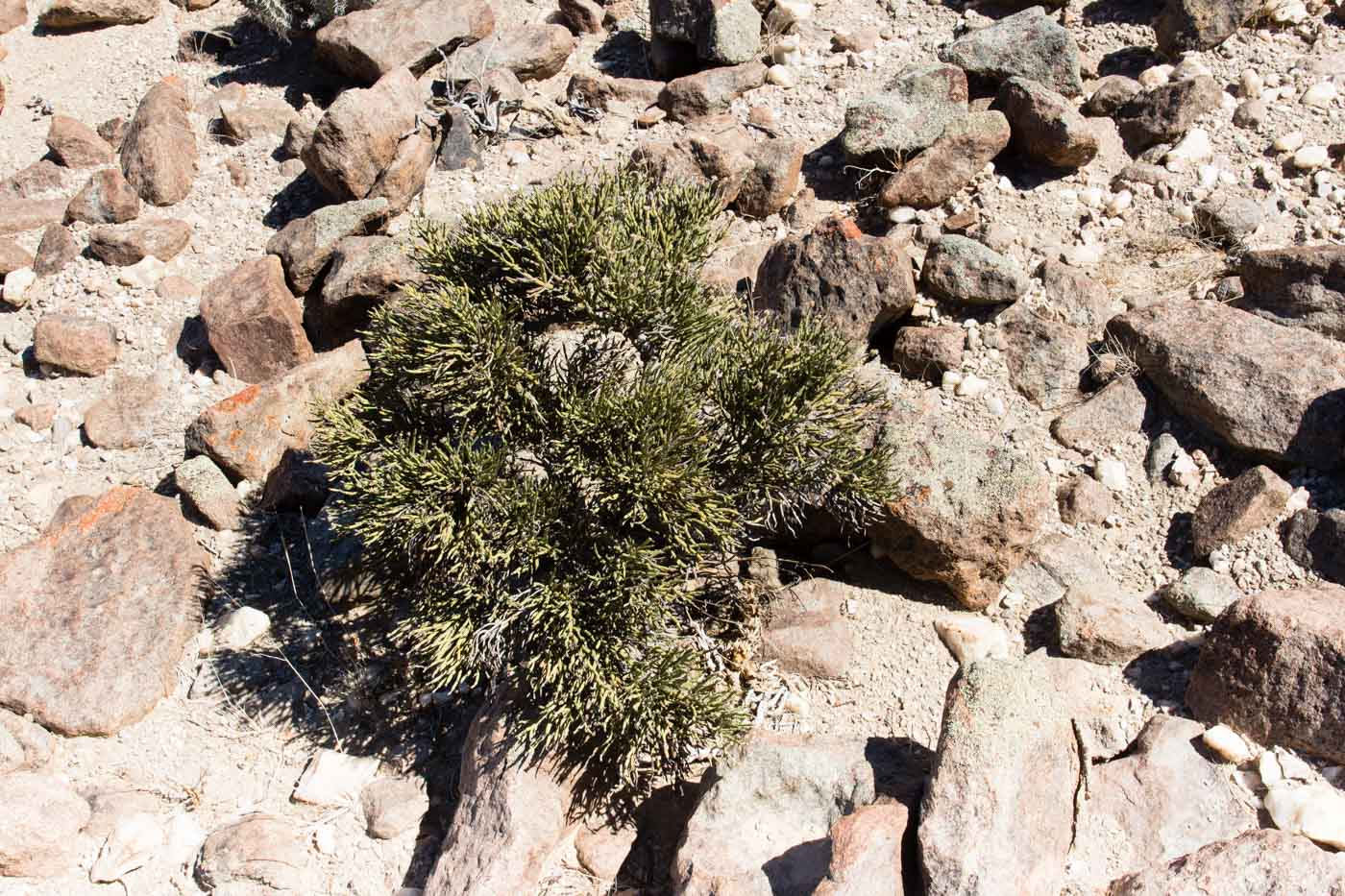
Arthraerua leubnitziae

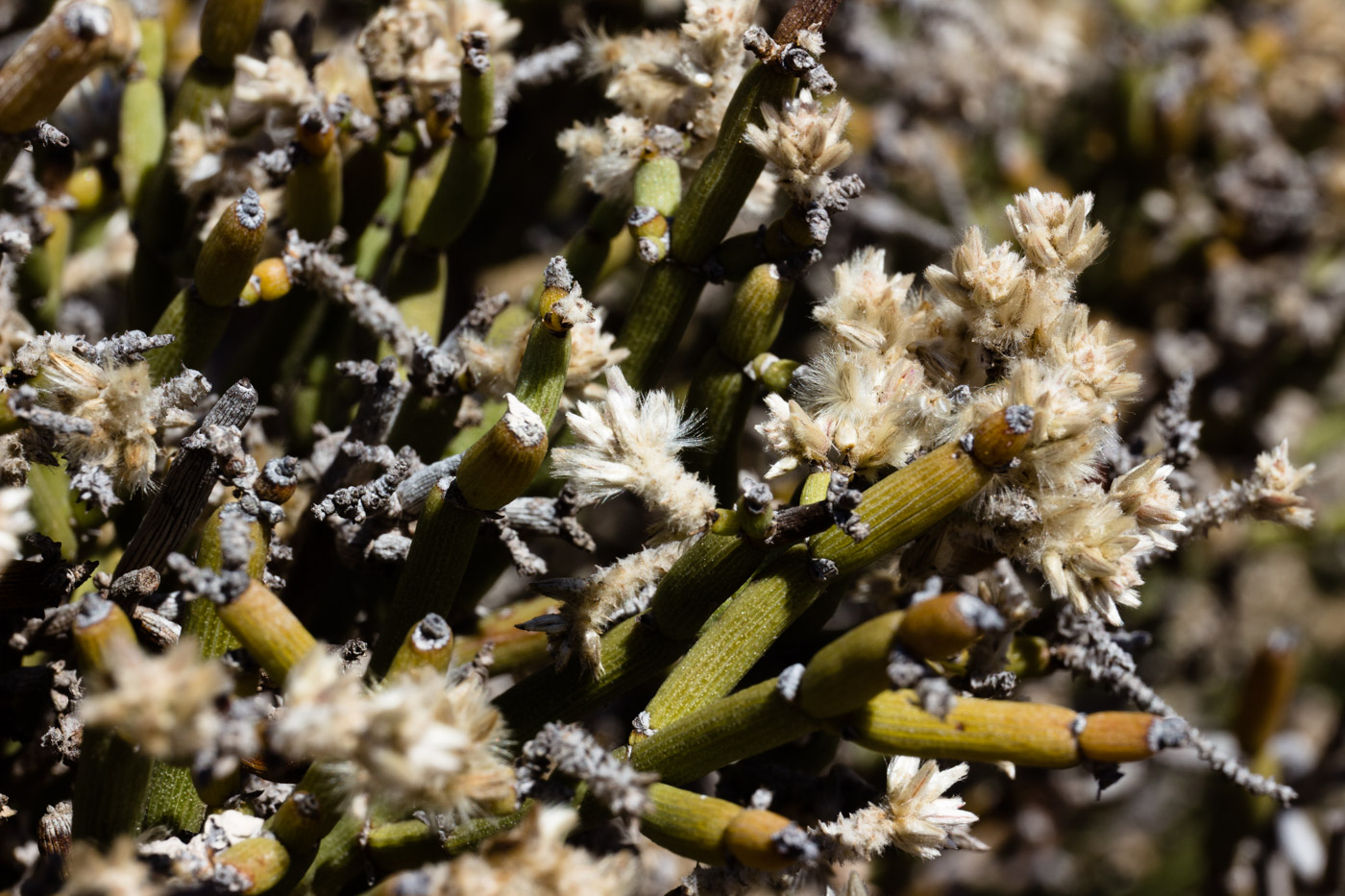
Arthraerua leubnitziae

Die Amaranthoideae unterscheiden sich von der Unterfamilie Gomphrenoideae durch Staubbeutel mit zwei Theken und vier Pollensäcken.

## Systematik und Verbreitung
Die Erstveröffentlichung der Unterfamilie Amaranthoideae erfolgte 1835 durch Gilbert Thomas Burnett in Outlines of Botany.
Der Schwerpunkt der Verbreitung liegt in der Neotropis, im tropischen bis südlichen Afrika und in Australien.
Bislang zählten zur Unterfamilie etwa 57 Gattungen und etwa 330 Arten. Die Unterfamilie erwies sich als polyphyletisch, auch ihre bisherigen Untergliederungen (Tribus Amarantheae Rchb. mit den zwei Subtribus Amaranthinae und Aervinae) entsprechen bis auf die Tribus Celosiae nicht echten Verwandtschaftslinien. Daher werden hier noch taxonomische Umgruppierungen erfolgen. Müller & Borsch 2005 unterscheiden mehrere Kladen:
- „Basale Gruppe“:
  - Bosea L.: Die etwa drei Arten kommen auf den Makaronesischen Inseln, Zypern und im westlichen Himalaja vor.
  - Charpentiera Gaudich.: Die etwa sechs Arten kommen auf Pazifikinseln (Hawaii und Tubuai-Inseln) vor.
- Cladus Amaranthoids:
  - Amarant (Amaranthus L., Syn.: Acnida L., Amblogyna Raf.): Von den etwa 60 Arten kommen auch welche außerhalb der Tropen in gemäßigten Breiten vor.
  - Chamissoa Kunth: Die etwa sieben bis 24 Arten sind in Mittel- und Südamerika verbreitet.
- Tribus Celosieae Fenzl:  Kennzeichnend sind mehrere Samenanlagen im Fruchtknoten. Diese Tribus ist als einzige monophyletisch[2]: Sie enthält etwa fünf Gattungen mit etwa 69 Arten:
  - Brandschopf (Celosia L.): Es gibt 45 bis 60 Arten, die in den wärmeren Gebieten Afrikas und Amerikas vorkommen.[3]
  - Deeringia R.Br. (Syn.: Cladostachys D.Don, Dendroportulaca Eggli): Die sieben bis elf Arten kommen in den Tropen der Alten Welt vor.[3]
  - Henonia Moq.: Es gibt nur eine Art:
    - Henonia scoparia Moq.: Sie kommt auf Madagaskar vor.[3]

  - Hermbstaedtia Rchb.: Die 11 bis 18 Arten kommen vom tropischen bis südlichen Afrika vor.[3]
  - Pleuropetalum Hook.f.: Die etwa drei Arten kommen im tropischen Südamerika und auf den Galapagos-Inseln vor.[3]
- Cladus Aervoids: In tropischen Gebieten von Afrika und Asien:
  - Aerva Forssk.: Die etwa zehn Arten kommen in den tropischen und warmen Gebieten der Alten Welt vor.[3]
  - Nothosaerva Wight: Es gibt nur eine Art:
    - Nothosaerva brachiata (L.) Wight: Sie kommt vom tropischen Afrika und Mauritius bis ins tropische Asien vor.[3]

  - Ptilotus R.Br. (Syn.: Dipteranthemum F.Muell., Trichinium R.Br.): Die etwa 80 Arten kommen in Australien vor.
- Cladus Achyranthoids: In tropischen Gebieten von Afrika und Asien und auf Pazifischen Inseln:
  - Achyranthes L.: Die etwa 15 Arten kommen in den Tropen und Subtropen der Alten Welt vor. Darunter beispielsweise:
    - Achyranthes aspera L.
    - Achyranthes atollensis St.John
    - Achyranthes mangarevica Suess.
    - Achyranthes mutica A.Gray

  - Calicorema Hook.f.: Die etwa zwei Arten kommen vom tropischen bis südlichen Afrika vor.[3]
  - Cyathula Blume: Die etwa 27 Arten kommen in den Tropen vor.[3]
  - Nototrichium Hillebr.: Die etwa drei Arten kommen nur auf Hawaii vor.[3]
  - Pandiaka (Moq.) Hook.f.: Die etwa zwölf Arten kommen vom tropischen bis südlichen Afrika vor.[3]
  - Psilotrichum Blume (Syn.: Psilostachys Hochst.): Die etwa 14 Arten kommen in den Tropen der Alten Welt, besonders in Afrika vor.[3]
  - Pupalia Juss.: Die etwa vier Arten kommen in den Tropen der Alten Welt vor.[3]
  - Sericostachys Gilg & Lopr.: Die etwa zwei Arten kommen im tropischen Afrika vor.[3]
  - Wadithamnus T.Hammer & R.W.Davis: Es gibt nur eine Art:
    - Wadithamnus artemisioides (Vierh. & O.Schwartz) T.Hammer & R.W.Davis. Sie kommt nur an den Küsten von Oman und Jemen vor.[4]

- Zahlreiche Gattungen wurden bislang noch nicht auf ihre phylogenetische Zuordnung untersucht:
  - Achyropsis (Moq.) Hook.f.: Die etwa sechs Arten kommen vom tropischen bis südlichen Afrika vor.[3]
  - Allmania R.Br. ex Wight: Es gibt nur eine Art:
    - Allmania nodiflora (L.) R.Brown ex Wight: Sie kommt im tropischen Asien vor.[3]

  - Allmaniopsis Suess.: Es gibt nur eine Art:
    - Allmaniopsis fruticulosa Suess.: Sie kommt nur im östlichen Kenia vor.[3]

  - Arthraerua (Kuntze) Schinz: Es gibt nur eine Art:
    - Arthraerua leubnitziae (Kuntze) Schinz: Sie kommt nur in Namibia vor.[3]

  - Centema Hook.f.: Die etwa drei Arten kommen im tropischen Asien vor.[3]
  - Centemopsis Schinz: Die etwa 13 Arten kommen im tropischen Afrika vor.[3]
  - Centrostachys Wall.: Es gibt ein bis sieben Arten.
  - Chionothrix Hook.f.: Die etwa zwei Arten kommen nur in Somalia vor.[3]
  - Dasysphaera Volkens ex Gilg: Die etwa vier Arten kommen im tropischen Ostafrika vor.[3]
  - Digera Forssk.: Es gibt nur eine Art:
    - Digera muricata (L.) Mart.: Sie kommt im tropischen Afrika und Asien vor.[3]

  - Eriostylos C.C.Towns.: Es gibt nur eine Art:
    - Eriostylos stefaninii (Chiov.) C.C.Towns.: Sie kommt nur in Somalia vor.[3]

  - Herbstia Sohmer (Syn. Siamosia K.Larsen & Pedersen): Es gibt nur eine Art:
    - Herbstia brasiliana (Moq.) Sohmer.: Sie kommt in Brasilien vor.[3]

  - Indobanalia A.N.Henry & B.Roy (Syn.: Banalia Moq.): Es gibt nur eine Art:
    - Indobanalia thyrsiflora (Moq.) A.N.Henry & B.Roy.: Sie kommt im südwestlichen Indien vor.[3]

  - Kelita A.R.Bean: Es gibt nur eine Art:
    - Kelita uncinella A.R.Bean: Sie wurde 2010 aus dem australischen Bundesstaat Queensland erstbeschrieben.[5]

  - Kyphocarpa Schinz (auch Cyphocarpa (Fenzl) Lopr.): Die drei bis zwölf Arten kommen vom südlichen tropischen bis südlichen Afrika vor.[3]
  - Lagrezia Moq. (Apterantha C.H.Wright): Die etwa 16 Arten kommen in Madagaskar und auf Inseln im Indischen Ozean vor.[3]
  - Lecosia Pedersen: Die etwa zwei Arten kommen im südöstlichen Brasilien vor.[3]
  - Leucosphaera Gilg: Es gibt nur eine Art:
    - Leucosphaera bainesii (Hook.f.) Gilg: Sie kommt im südlichen tropischen Afrika vor.[3]

  - Lopriorea Schinz: Es gibt nur eine Art:
    - Lopriorea ruspolii Schinz: Sie kommt in Ostafrika vor.[3]

  - Marcelliopsis Schinz (Syn.: Marcellia Baill.): Die etwa vier Arten kommen im südlichen Afrika vor.[3]
  - Mechowia Schinz: Die etwa zwei Arten kommen im südlichen tropischen Afrika vor.[3]
  - Nelsia Schinz: Die etwa drei Arten kommen vom südlichen tropischen bis südlichen Afrika vor.[3]
  - Neocentema Schinz: Die etwa zwei Arten kommen in Somalia und in Tansania vor.[3]
  - Nyssanthes R.Br.: Die etwa drei Arten kommen im östlichen Australien vor.[3]
  - Omegandra G.J.Leach & C.C.Towns.: Es gibt nur eine Art:
    - Omegandra kanisii G.J.Leach & C.C.Towns.: Sie kommt im nördlichen Australien vor.[3]

  - Pleuropterantha Franch.: Die etwa drei Arten kommen im nordöstlichen tropischen Afrika vor.[3]
  - Polyrhabda C.C.Towns.: Es gibt nur eine Art:
    - Polyrhabda atriplicifolia C.C.Towns.: Sie kommt nur in Somalia vor.[3]

  - Pseudosericocoma Cavaco: Es gibt nur eine Art:
    - Pseudosericocoma pungens (Fenzl) Cavaco: Sie kommt im südwestlichen und südlichen Afrika vor.[3]

  - Psilotrichopsis C.C.Towns.: Es gibt nur eine Art:
    - Psilotrichopsis curtisii (Oliv.) C.C.Towns.: Sie kommt in Thailand und auf der Malaiischen Halbinsel vor.[3]

  - Rosifax C.C.Towns.: Es gibt nur eine Art:
    - Rosifax sabuletorum C.C.Towns.: Sie kommt nur in Somalia vor.[3]

  - Saltia R.Br. ex Moq. (Syn.: Psilodigera Suess.): Es gibt nur eine Art:
    - Saltia papposa (Forssk.) Moq.: Sie kommt nur auf der südlichen Arabischen Halbinsel vor.[3]

  - Sericocoma Fenzl: Die etwa drei Arten kommen im südlichen Afrika vor.
  - Sericocomopsis Schinz: Die etwa zwei bis neun Arten kommen im tropischen Ostafrika vor.
  - Sericorema (Hook.f.) Lopr.: Die etwa sechs Arten kommen in Afrika vor.[3]
  - Stilbanthus Hook.f.: Es gibt nur eine Art:
    - Stilbanthus scandens Hook.f.: Sie kommt im Himalaja vor.[3]

  - Trichuriella Bennet (Syn.: Trichurus C.C.Towns.): Es gibt nur eine Art:
    - Trichuriella monsoniae (L. f.) Bennet: Sie kommt in Süd- und Südostasien vor.[3]

  - Volkensinia Schinz: Es gibt nur eine Art:
    - Volkensinia prostrata Schinz: Sie kommt in Ostafrika vor.[3]

## Nutzung
Die Samen von Amaranthus cruentus, Amaranthus hypochondriacus und Amaranthus caudatus werden als Pseudogetreide verzehrt. Als Blattgemüse dienen beispielsweise Amaranthus tricolor, Amaranthus dubius und Amaranthus lividus.
Einige Arten und ihre Sorten werden als Zierpflanzen verwendet, beispielsweise Garten-Fuchsschwanz (Amaranthus caudatus) und Silber-Brandschopf (Celosia argentea).

## Weiterführende Literatur
- Oluwatoyin T. Ogundipe, Mark Chase: Phylogenetic Analyses of Amaranthaceae Based on matK DNA Sequence Data with Emphasis on West African Species. In: Turk. J. Bot., Volume 33, 2009, S. 153–161. doi:10.3906/bot-0707-15 PDF.